# Llambis Tanzduell
Llambis Tanzduell ist ein Ableger von Let’s Dance, dessen Pilotfolge am 19. April 2019 bei RTL ausgestrahlt wurde. Zwischen dem 19. April und 24. Mai 2020 wurden die restlichen sechs Ausgaben der Staffel gezeigt.

## Ablauf
In jeder Folge schickte „Let’s Dance“-Juror Joachim Llambi zwei Profitänzer oder Prominente ins Ausland, wo sie unbekannte landestypische Tänze lernten. Dabei wurden sie von lokalen Tanztrainern unterstützt. Danach präsentierten beide in Landestracht zusammen mit einer einheimischen Tanzgruppe und auch solo ihre Künste vor Zuschauern. Zurück in Deutschland trafen die Profitänzer wieder auf Llambi und ließen mit dem Bildmaterial ihre Erfahrungen Revue passieren. Am Ende wurde der aufgeführte Tanz von den einheimischen Tanztrainern und Llambi mit Noten zwischen 1 und 10 bewertet. Die Summe beider Punktevergaben entschied über den Sieger des Duells.

## Duelle

### Hula
In der Auftaktausgabe traten Massimo Sinató und Christian Polanc auf der hawaiischen Insel Oʻahu gegeneinander an. Dort wurden sie von einer Männertanzgruppe im traditionellen Volkstanz Hula unterrichtet.

### Sabar
Oana Nechiti und Kathrin Menzinger reisten in die bunte und ursprüngliche Welt des Senegal, wo sie in Dakar – etwa auf der Insel Ngor oder auch in der Wüste – den traditionellen Ausdruckstanz Sabar erlernten. Dieser wird – schon seinem Namen nach – von Trommlern begleitet, die unmittelbar auf die Tänzer eingehen und Akzente zu den dynamischen Wendungen setzen. Hände und Füße sollen dabei eine eigene Geschichte erzählen und der Körper sich mit der Erde verbinden. Die von ausladenden und rotierende Arm- und Beinbewegungen getragenen Reaktionsmuster wurden den Gästen von Choreograf Yelli Thioune und seiner Kombo African Ndiguel beigebracht.

### Halling
Für ein Rematch begaben sich Massimo Sinató und Christian Polanc ins kalte Norwegen, um sich dort im Halling zu messen. Dieser traditionelle Volkstanz zeichnet sich nicht nur durch einen Wechsel von Choreografie und Improvisation aus, sondern enthält auch akrobatische Elemente, die eine besondere Herausforderung in der Aufführung ausmachen. Außerdem ist er eng mit der Natur verbunden, weshalb die Vorbereitung, welche von Choreograf Hallgrim Hansegård und seiner Tanzkombi FRIKAR begleitet wurde, teilweise auch in Schnee und Eis stattfand, um den Boden dabei bewusst wahrnehmen zu können.

### Haka
Mit Pascal Hens und Ingolf Lück wurden zwei Staffelgewinner in ein Siegerduell geschickt. In Neuseeland waren sie beim Māori-Stamm der Ngāpuhi und deren Häuptling Hone Mihaka zu Gast, bei dem sie ein martialisches Training zum Warrior durchliefen. Teil dessen ist der rituelle Tanz Haka, der seinem kriegerischen Ursprung her vor kämpferischen Auseinandersetzungen zur Einschüchterung von Feinden aufgeführt wurde. Eine zentrale Rolle kommt daher der Mimik zu, die von Augenrollen, dem Herausstrecken der Zunge und dem Schneiden von Grimassen getragen ist. Er dient aber auch der Begrüßung von Gästen. Eine musikalische Begleitung gibt es nicht, der Rhythmus wird durch das Chanten erzeugt. Um der Darbietung noch mehr Spannung und Aggression zu verleihen, werden die Worte dieses Sprechgesangs, welche die Gäste als erstes lernen, herausgeschrien und zudem mit Stöcken ausgeführte Schlagbewegungen ausgeführt. Der Austausch aggressiver Blicke versinnbildlicht dabei die Erinnerung an einen Schmerz. Die Aufführung der Besucher wurde mit dem Gesang traditioneller Lieder eröffnet.

### Kazbeguri
In der georgischen Hauptstadt Tiflis besuchten Erich Klann und Valentin Lusin die Akademie der Tanzlegende Fridon Sulaberidze. Gemeinsam mit dem Ensemble Rustavi führte er die Neulinge in den besonders männlichen, kraftvollen und herausfordernden Hochzeitstanz Kazbeguri ein, der sich durch sehr schnelle Schritte auszeichnet und besonders in den Bergregionen Tradition hat. Wie auch bei anderen georgischen Tänzen liegt sein Ursprung in militärischen Bewegungen, Sportspielen und festlichen Tänzen, die schon im Mittelalter aufgeführt wurden, und zählt zu ihren schwierigsten Formen. Ausgestaltet ist er durch den Wechsel von solistischer Variation und der Choreografie in der Formation. Für den Auftritt im Theater wurde mit der Tschocha das Nationalgewand angelegt, welches der historischen Soldatentracht nachempfunden ist.

### Scherentanz
Umgeben von majestätischen Bergen tauchten Sergiu Luca und Evgeny Vinokurov in den peruanischen Anden in die Kunst des religiös geprägten Danza de las Tijeras ein, der zu Ehren der Natur, für die „Mutter der Erde“, aufgeführt wird und sowohl der Welt wie auch den Lebenselixieren Wasser und Luft huldigt. Waghalsige Sprünge erfordern den Mut der stärksten Männer, da die Landungen auf dem Boden mit vollem Schwung auf Rücken oder Hintern erfolgen. Mit einer rituellen Opfergabe an die Natur im Bosque de Piedra de Sachapite, einem spirituellen Ort in 4500 Metern Höhe, erbeten sie daher von den Berggöttern Schutz vor Verletzungen und Kraft für den Sieg. Der metallische Klang der auf schöne, elegante Art geführten Scheren soll sowohl die Geräusche des Windes, der im Tanz dargestellt wird, als auch die Melodie der Wasserfälle imitieren. Im Spiel dieser nachempfundenen Kastagnetten liegt gleichzeitig der Rhythmus, der mit der Schrittfolge koordiniert werden muss. Die enorme Höhe zeigte große Auswirkungen auf das Training in der historischen Quecksilbermine Santa Bárbara, das von Damián de la Cruz gemeinsam mit seinem Neffen Ulises und einer Volkstanzgruppe begleitet wurde. Der unter dem Namen „Ccarccaria“ bekannte Gastgeber hat noch keinen Wettkampf in dieser Disziplin verloren und gilt in seiner Heimat als Botschafter des Scherentanzes. Ihr erworbenes Können zeigten die strapazierten Wettstreiter schließlich auf hartem Steinboden vor der Hauptkirche von Huancavelica in wertvollen Kostümen, welche die Natur – die Pflanzen, Blumen und archäologischen Fundstücke der Region – in all ihren Farben symbolisieren.

### Irish Dance
Schließlich freuten sich Isabel Edvardsson und Marta Arndt darauf, in Galway, einer Hafenstadt der „Grüne Insel“ Irland, den dort beheimateten Stepptanz kennenzulernen. Dieser zeichnet sich durch eine aufrechte Haltung und flinke Füßen aus. Seine Komplexität liegt besonders in vielen verschiedenen Schrittfolgen, die sich durch ihre zahlreichen Einzelsteps untereinander jedoch oft ähneln. Sich die Abfolge eines Tanzes einprägen zu können, erleichtert die Selbstverständlichkeit jahrelangen Trainings, seine Schnelligkeit erfordert neben der Position der Füße zusätzliche Präzession in Drehungen, Sprüngen und Aufbau, was eine äußerst anspruchsvolle Technik ausmacht. Durch das Tragen lauter Steppschuhe ist dabei nicht nur jeder Schritt zu hören, auch Fehler fallen direkt auf – besonders im Formationstanzen, bei dem Synchronität oberstes Gebot ist. Nicht zuletzt deshalb ist der Irish Dance inzwischen streng reglementiert und anerkannter Wettkampfsport. Einer der führenden Stepptänzer weltweit ist Chris Naish, der vormals in Shows wie Lord of the Dance und Riverdance mitwirkte und später das Ensemble Fusion Fighters gründete. Gemeinsam mit einigen Mitgliedern bereitete er die beiden Herausforderinnen zunächst auf einer mittelalterlichen Burg und anschließend im Tanzstudio darauf vor, sich ihrem Publikum beweisen zu können. Der Auftritt, der direkt mit den beiden Soloparts eröffnet wurde, fand im berühmten Pub O’Connor’s statt und wurde u. a. von Bodhráns, den landestypischen Trommeln, begleitet.

## Ergebnisse
| Folge | Sendung        | Tanz Land          | Gewinner         | Punkte (Gewinner) | Verlierer         | Punkte (Verlierer) |
| ----- | -------------- | ------------------ | ---------------- | ----------------- | ----------------- | ------------------ |
| 1     | 19. April 2019 | Hula Hawaii        | Christian Polanc | 17 (9 + 8)        | Massimo Sinató    | 15 (8 + 7)         |
| 2     | 19. April 2020 | Sabar Senegal      | Oana Nechiti     | 17,3 (9,3 + 8)    | Kathrin Menzinger | 14,5 (6,5 + 8)     |
| 3     | 26. April 2020 | Halling Norwegen   | Massimo Sinató   | 12,6 (5,6 + 7)    | Christian Polanc  | 12,4 (6,4 + 6)     |
| 4     | 3. Mai 2020    | Haka Neuseeland    | Pascal Hens      | 15,5 (7,5 + 8)    | Ingolf Lück       | 13,5 (6,5 + 7)     |
| 5     | 10. Mai 2020   | Kazbeguri Georgien | Erich Klann      | 19 (10 + 9)       | Valentin Lusin    | 18 (10 + 8)        |
| 6     | 17. Mai 2020   | Scherentanz Peru   | Evgeny Vinokurov | 16,6 (8,6 + 8)    | Sergiu Luca       | 12,1 (6,1 + 6)     |
| 7     | 24. Mai 2020   | Irish Dance Irland | Marta Arndt      | 14 (8 + 6)        | Isabel Edvardsson | 13 (7 + 6)         |

Das Gesamtergebnis setzt sich jeweils aus der Wertung der Tanztrainer (erste Zahl in Klammern) und der Beurteilung Llambis (zweite Zahl dahinter) zusammensetzen.

## Ausstrahlung und Einschaltquoten
Die Ausstrahlung der Pilotfolge erfolgte am Karfreitag 2019 um 19:05 Uhr, die weiteren 6 Ausgaben folgten im April und Mai 2020 jeweils sonntags ebenfalls um 19:05 Uhr.
| Folge | Datum          | Zuschauer | Zuschauer       | Marktanteil | Marktanteil     |
| Folge | Datum          | Gesamt    | 14 bis 49 Jahre | Gesamt      | 14 bis 49 Jahre |
| ----- | -------------- | --------- | --------------- | ----------- | --------------- |
| 1     | 19. April 2019 | 2,04 Mio. | 0,76 Mio.       | 14,4 %      | 15,9 %          |
| 2     | 19. April 2020 | 2,47 Mio. | 0,79 Mio.       | 8,6 %       | 11,0 %          |
| 3     | 26. April 2020 | 2,10 Mio. | 0,68 Mio.       | 8,0 %       | 10,2 %          |
| 4     | 3. Mai 2020    | 2,21 Mio. | 0,70 Mio.       | 7,8 %       | 9,5 %           |
| 5     | 10. Mai 2020   | 1,95 Mio. | 0,50 Mio.       | 7,6 %       | 8,0 %           |
| 6     | 17. Mai 2020   | 1,80 Mio. | 0,48 Mio.       | 6,9 %       | 7,0 %           |
| 7     | 24. Mai 2020   | 2,34 Mio. | 0,66 Mio.       | 8,2 %       | 8,5 %           |